# سيسيل غرين
سيسيل غرين (بالإنجليزية: Cecil Green) (و. 1919 – 1951 م) هو سائق فورمولا 1، ومتسابق دراجات نارية، ومهندس، وسائق سيارة سباق أمريكي، ولد في دالاس، تكساس، توفي في وينشستر، عن عمر يناهز 32 عاماً.

## سباقات أو مراحل فاز بها
| التاريخ | السباق | المركز |
| ------- | ------ | ------ |